# Leichtathletik-Weltmeisterschaften 1983/Teilnehmer (Belgien)
| Goldmedaillen | Silbermedaillen | Bronzemedaillen |
| ------------- | --------------- | --------------- |
| –             | –               | –               |

Der Leichtathletik-Verband Belgiens stellte mindestens vier Teilnehmerinnen und neun Teilnehmer bei den Leichtathletik-Weltmeisterschaften 1983 in der finnischen Hauptstadt Helsinki.

## Ergebnisse

### Frauen

#### Laufdisziplinen
| Athletin                   | Disziplin | Vorlauf              | Vorlauf              | Viertelfinale | Viertelfinale | Halbfinale | Halbfinale | Finale             | Finale             |
| Athletin                   | Disziplin | Zeit                 | Platz                | Zeit          | Platz         | Zeit       | Platz      | Zeit               | Platz              |
| -------------------------- | --------- | -------------------- | -------------------- | ------------- | ------------- | ---------- | ---------- | ------------------ | ------------------ |
| Betty Van Steenbroeck      | 1500 m    | 4:12,93 min          | 15                   |               |               |            |            | nicht qualifiziert | nicht qualifiziert |
| Betty Van Steenbroeck      | 3000 m    | Rennen nicht beendet | Rennen nicht beendet |               |               |            |            | –––                | –––                |
| Marie-Christine Deurbroeck | Marathon  |                      |                      |               |               |            |            | nicht angetreten   | nicht angetreten   |
| Magda Ilands               | Marathon  |                      |                      |               |               |            |            | 2:40:52 h          | 20                 |

#### Sprung
| Athletin           | Disziplin  | Qualifikation | Qualifikation | Finale | Finale |
| Athletin           | Disziplin  | Höhe          | Platz         | Höhe   | Platz  |
| ------------------ | ---------- | ------------- | ------------- | ------ | ------ |
| Christine Soetewey | Hochsprung | 1,87 m        | 10            | 1,84 m | 15     |

### Männer

#### Laufdisziplinen
| Athlet                 | Disziplin        | Vorlauf     | Vorlauf | Viertelfinale | Viertelfinale | Halbfinale         | Halbfinale         | Finale             | Finale             |
| Athlet                 | Disziplin        | Zeit        | Platz   | Zeit          | Platz         | Zeit               | Platz              | Zeit               | Platz              |
| ---------------------- | ---------------- | ----------- | ------- | ------------- | ------------- | ------------------ | ------------------ | ------------------ | ------------------ |
| Eddy Stevens           | 1500 m           | 3:39,77 min | 10      |               |               | 3:42,63            | 21                 | nicht qualifiziert | nicht qualifiziert |
| Karel Lismont          | Marathon         |             |         |               |               |                    |                    | 2:11:24 h          | 9                  |
| Armand Parmentier      | Marathon         |             |         |               |               |                    |                    | 2:10:57 h          | 6                  |
| Frederik Van Dervennet | Marathon         |             |         |               |               |                    |                    | 2:17:11 h          | 30                 |
| Rik Tommelen           | 400 m Hürden     | 50,99 s     | 21      |               |               | 50:54 s            | 14                 | nicht qualifiziert | nicht qualifiziert |
| Peter Daenens          | 3000 m Hindernis | 8:39,66 min | 28      |               |               | nicht qualifiziert | nicht qualifiziert | nicht qualifiziert | nicht qualifiziert |
| William Van Dijck      | 3000 m Hindernis | 8:32,33 min | 23      |               |               | 8:39,01 min        | 10                 | nicht qualifiziert | nicht qualifiziert |
| Joseph Martens         | 20 km Gehen      |             |         |               |               |                    |                    | 1:34:39 h          | 48                 |

#### Sprung
| Athlet     | Disziplin  | Qualifikation | Qualifikation | Finale | Finale |
| Athlet     | Disziplin  | Höhe          | Platz         | Höhe   | Platz  |
| ---------- | ---------- | ------------- | ------------- | ------ | ------ |
| Eddy Annys | Hochsprung | 2,21 m        | 13            | 2,19 m | 14     |